# 나눔글꼴
나눔글꼴은 대한민국의 기업 네이버가 2008년 10월 9일 한글날을 맞아 공개한 유니코드 기반의 11,172자의 한글을 지원하는 글꼴을 묶어서 칭하는 명칭이다. “나눔고딕”, “나눔명조” 글꼴과 2010년 10월 9일에 추가된 “나눔손글씨” 글꼴 등이 속한다. 제작시 2,350자는 완성형으로, 그 외 8,822자는 조합형 한글로 제작되었다. 완성형 2,350자에는 힌팅이 적용되었으며, 이는 윈도우의 클리어타입 환경에서는 작은 크기에서도 가독성이 높다. 윈도우용은 트루타입과 오픈타입이, 매킨토시용으로는 오픈타입이 지원되며, 설치 파일 및 압축 파일로 되어 있어 원하는 방식대로 폰트를 설치할 수 있다.
2010년 6월 14일, 나눔글꼴의 라이선스가 오픈 폰트 라이선스 1.1으로 변경되었다.
우분투 12.04 한글판에서 기본 글꼴로 탑재되었다. 구글 크롬 OS와 크로미엄 OS에서도 한국어 기본 글꼴로 탑재되었다. 안드로이드 4.2 이상에서도 한국어 기본 글꼴로 탑재되었다.

## 종류

### 나눔고딕
나눔고딕은 산돌커뮤니케이션에서 제작하였다. 2008년에 보통(Regular), 굵은(Bold) 형태, 2009년에 아주 굵은(Extra Bold) 형태, 2011년에 얇은(Light) 형태가 공개되었다. 한글 11,172자, 한자 4,888자를 지원한다.

### 나눔고딕 코딩
2009년 1월 22일, 나눔고딕 글꼴을 개발자들이 쓰기 편리하게끔 하고 고정폭으로 만든 "나눔고딕 코딩글꼴"을 공개하였다. 이 글꼴은 나눔고딕이 가지는 글꼴의 특징과 거의 같으며, 개발 시 비슷한 문자를 구별하기 쉽도록 일부(예: 숫자 0, 로마자 l과 i 등)가 변경되었다.

### 나눔명조
나눔명조는 폰트릭스에서 제작하였다. 2008년에 기본(Regular), 굵은(Bold) 형태, 2009년에 아주 굵은(Extra Bold) 형태가 공개되었다. 나눔고딕 글꼴과는 달리 한자가 포함되어 있지 않다.

### 나눔손글씨
2010년 10월 9일, 나눔글꼴 3.0에 "나눔손글씨"를 포함하였다. 붓체와 펜체 총 두 종으로 구성되어 있다.

### 나눔고딕 에코, 나눔명조 에코
2011년 나눔고딕 에코와 나눔명조 에코가 공개됐다. Ecofont BV 사의 기술제휴로 개발되었다. 나눔고딕, 나눔명조에 구멍이 뚫려있는 글꼴이다. 잉크를 절약하기 위해 만들어졌다.

### 나눔바른고딕
2013년 10월 1일 네이버가 공개한 글꼴로 폰트릭스에서 디자인하였다. 모바일에서 잘 보일 수 있는 특징을 연구하여 만들었다. 2013년에 보통, 굵은 형태, 2014년에 얇은 형태와 아주 얇은(Ultra Light) 형태가 공개되었다. 한글 11,172자, 한자 4888자, 영문 94자, KS약물 986자가 포함되어 있다.

#### 버그
한편 나눔바른고딕Ultra Light(OTF 포함)은 'ㅁ'을 쳤을 때 'ㅂ'이 나오는 버그가 있으나 출시 5년 째인 현재까지도 수정이 안되고 있다.

### 나눔바른고딕 옛한글, 나눔명조 옛한글
2014년 10월 1일 공개. 기존 나눔바른고딕과 나눔명조에서 고어(옛 한글) 1,610,328자가 추가되었다.

### 나눔바른펜
2014년 10월 1일 공개. 정직하게 꾹꾹 눌러 쓴 듯한 손글씨체이다. 기존 나눔손글씨에 비하여 정체에 더 가까운 고딕을 바탕으로 한 서체이다.

### 나눔스퀘어
나눔스퀘어는 산돌커뮤니케이션에서 제작하였다. 2016년 2월 2일 공개되었고, 반듯한 직선으로 제목에 어울리는 글꼴이다. 한글 2350자, 영문 94자, KS약물 986자가 포함되어 있다.

## 역사
- 나눔글꼴 (2008년)
- 나눔글꼴 2.0 (2009년)
  - 제목용 글꼴인 나눔글꼴 EB(Extra Bold)를 포함하였다.
- 나눔글꼴 3.0 (2010년)
  - 나눔고딕에 한자 글꼴 포함
  - 나눔손글씨 붓체와 나눔손글씨 펜체 포함.
- 2011년
  - 기존 나눔글꼴에 얇은(Light) 버전 포함.
  - 나눔고딕, 나눔명조의 친환경 글꼴인 나눔글꼴 에코 포함. 기존 나눔고딕, 나눔명조보다 35% 잉크 사용을 줄일 수 있다고 함.
    - 에코 버전은 구멍이 뚫려 있는 모양.
- 2013년
  - 나눔바른고딕 추가.
- 2014년
  - 얇은 나눔바른고딕 (나눔바른고딕 Light/Ultra Light) 공개.
  - 옛한글을 표현 가능한 나눔바른고딕, 나눔명조 옛한글 추가
  - 나눔바른펜 추가
- 2016년
  - 나눔스퀘어 추가
- 2017년
  - LG스마트월드에서 나눔****시리즈 삭제

## 같이 보기
- 본고딕
- 본명조
- 백묵글꼴
- 은 글꼴
- 네이버

## 참고
리눅스 배포판 데비안 계열에 나눔글꼴을 설치하려면 터미널에 다음과 같이 입력한다.
```
$ apt-get install fonts-nanum fonts-nanum-coding fonts-nanum-extra

```